# Hunahpu
Hunahpu eller Hunahpu-Vuch var en skapelsegud hos mayafolket i Mexiko men också gryningens och solens gud.
Hunahpu intog olika gestalter och förknippades ibland med rävhonan och koyoten. Dock finns en förmodligen distinkt gestalt som bär samma namn, nämligen den ungdomlige hjälte som tillsammans med sin tvillingbror Xbalanque bekämpade Vucub-Caquix och hans högfärdiga söner.
"Vuch" är den korta skymningstiden precis innan gryningen.